# Rangdu (Pusakajaya)
Rangdu is een bestuurslaag in het regentschap Subang van de provincie West-Java, Indonesië. Rangdu telt 3492 inwoners (volkstelling 2010).